# Петер Дайнко
Петер Дайнко (1787—1873) — словенський священик, письменник, лінгвіст та новатор у галузі словенської граматики, що залишив значний слід в історії словенської культури та літератури, зокрема завдяки своїй розробці алфавіту «дайнчиця» та першій словенській книзі про бджільництво.

## Життя та освіта
Петро Дайнко народився 23 квітня 1787 року в селі Чрешневці біля Горної Радгони в Штирії (сучасна Словенія), тоді частина Габсбурзької монархії. Його батьками були Філіп Дайнко (виноградар) та Марія Корошець. Після закінчення середньої школи в Маріборі, він вивчав філософію та теологію в університеті Граца, де отримав священичий сан в 1814 році.

## Служба та літературна діяльність
Після рукоположення Дайнко став капеланом у Радгоні, де почав активно працювати над розвитком словенської літератури. У 1831 році він став парохом у Великій Неділі, де продовжував свою діяльність як священик та літературний діяч.
Дайнко став відомим завдяки своїм численним публікаціям, серед яких особливо важливими були роботи, що стосуються розвитку словенської мови. У 1824 році він опублікував книгу Lehrbuch der Windischen Sprache (Підручник словенської мови), де запропонував новий алфавіт для словенської мови, відомий як «дайнчиця». Цей алфавіт був спрощенням традиційного алфавіту А.Богорича і мав на меті зробити письмо зручнішим для використання, зокрема для запису шиплячих звуків.

## Алфавіт Дайнко
Алфавіт Дайнко використовувався в словенських школах з 1831 року, але викликав значний спротив серед інших діячів, таких як Антон Мурко та Антон Мартін Сломшек. У 1839 році, після запеклої суперечки та після того, як було прийнято алфавіт Л. Гая, який став основою для сучасного словенського письма, «дайнчиця» була офіційно скасована.

## Книга про бджільництво
Однією з найважливіших праць Дайнко була книга Čelarstvo (в дайнчиці Чelarstvo), яка вийшла в 1831 році. Це був перший словенський посібник з бджільництва, що став важливим внеском у розвиток сільського господарства в регіоні. У своїй передмові до книги Дайнко писав, що землеробство є найважливішим аспектом економіки, однак у той час воно часто недооцінювалось та не отримувало належної уваги.

## Літературна спадщина та етнографічна діяльність
Дайнко є автором багатьох  релігійних творів, зокрема молитовників та коментарів до Святого Письма, а також кількох праць, що стосувалися педагогіки та народного навчання. Одним із значних здобутків Дайнко є його внесок у збереження словенської мовної спадщини Східної Штирії, зокрема через його записники та етнографічні роботи. Його літературна діяльність охоплювала як релігійні, так і світські теми, серед яких особливе місце займала збірка «Світські пісні» та посібник для бджолярів.

## Садиба Дайнко
Садиба, в якій народився Петро Дайнко, є однією з небагатьох збережених і відреставрованих паннонських хат, що датуються кінцем XVII століття. Ця садиба, розташована в селі Чрешневці, була відновлена як об'єкт спадщини у 2003 році. Вона зберігає оригінальну мартенівську кухню та колекцію етнологічних знарядь. Садиба є важливим елементом матеріальної культури, що відображає побут та традиції того часу.

## Смерть та спадщина
Петро Дайнко помер 22 лютого 1873 року у Великій Неділі. Його спадщина налічує численні літературні та лінгвістичні праці, а також його важливий внесок в розвиток словенської мови та культури. Його книги і наукові дослідження стали основою для подальших поколінь літературознавців і мовознавців, а його творча діяльність залишається важливою частиною історії словенської літератури.